# New-Map

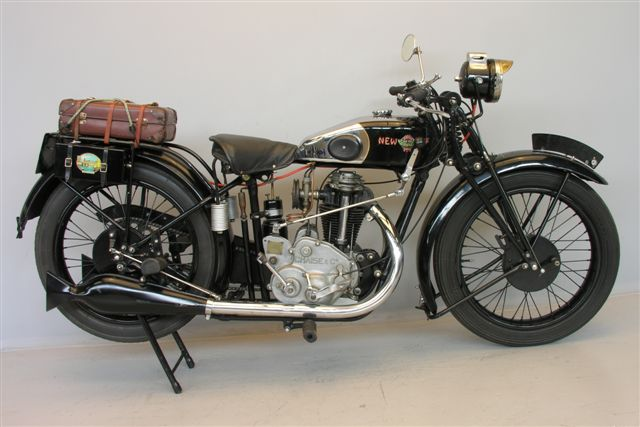
Motorrad von 1930

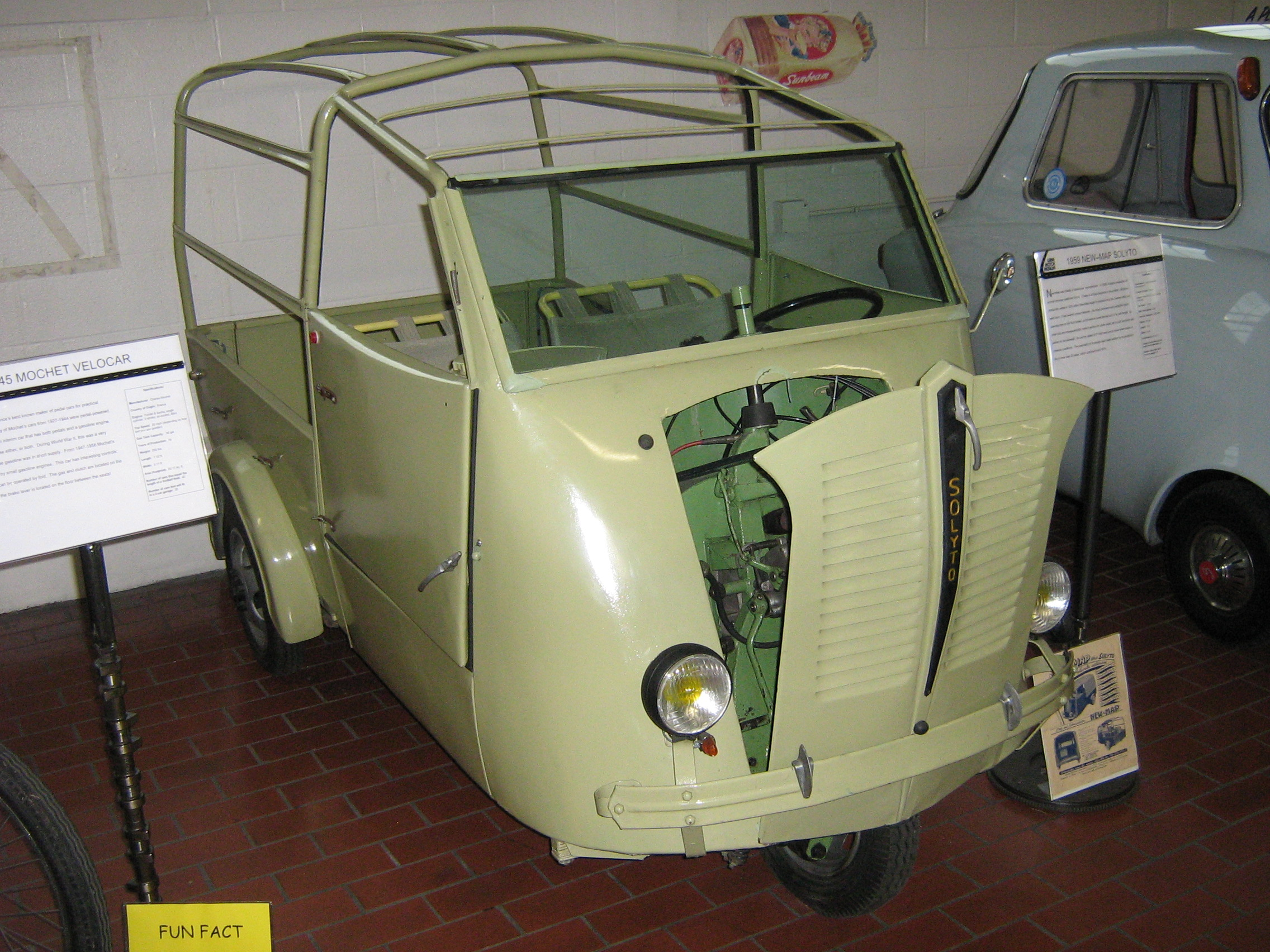
Lieferwagen Solyto von 1959

Motorcycles New-Map war ein französischer Hersteller von Motorrädern, Automobilen und Lieferwagen.

## Unternehmensgeschichte
Das Unternehmen aus Lyon begann 1920 mit der Produktion von Kraftfahrzeugen. 1959 endete die Produktion.

## Fahrzeuge

### Motorräder
In den Motorrädern wurden Einbaumotoren verschiedener Hersteller wie AMC, Blackburne, J.A.P., MAG und Ydral verwendet.

### Automobile
Zwischen 1938 und 1945 entstanden etwa 1000 Exemplare eines Kleinwagens. Für den Antrieb sorgte ein Einbaumotor von Sachs mit 100 cm³ Hubraum. Die offene Karosserie bot Platz für zwei Personen. 1946 folgte auf der gleichen Basis eine Limousine, die allerdings zu schwer und zu teuer für eine Serienproduktion war. 1947 wurde die Société Rolux zur weiteren Kleinwagenproduktion gegründet.

### Lieferwagen
Außerdem entstanden unter der Marke Solyto kleine Dreirad-Lieferwagen, bei denen sich das einzelne Rad vorne befand. Delfín aus Spanien fertigte das Modell in Lizenz.